# ناريندرا دابهولكار
ناريندرا أشيوت دابهولكار (1 نوفمبر 1945 - 20 أغسطس 2013)، طبيب هندي وناشط اجتماعي ومؤلف من ولاية ماهاراشترا بالهند. في عام 1989 أسس وأصبح رئيس ولاية ماهاراشترا أندهاشرادها نيرمولان ساميتي (لجنة القضاء على الخرافات في ولاية ماهاراشترا). بعد مقتله في 20 أغسطس 2013، صدر قانون مكافحة الخرافات والسحر الأسود المعلق في ولاية ماهاراشترا. في عام 2014، حصل بعد وفاته على جائزة بادما شري للعمل الاجتماعي.

## الحياة الشخصية
وُلد دابهولكار في 1 نوفمبر 1945 وكان الأصغر بين عشرة أشقاء. أكمل دراسته في مدرسة ساتارا الإنجليزية الجديدة. حصل على درجة البكالوريوس في الطب والجراحة من كلية الطب الحكومية، ميراج.
كان قائد فريق جامعة شيفاجي كابادي، ومثّل الهند ضد بنغلاديش في البطولة وفاز بجائزة شيف شاتراباتي يوفا التابعة لحكومة ولاية ماهاراشترا عن فئة كابادي.
تزوج من شيلا، وله منها طفلان، حميد وموكتا دابهولكار. سمى ابنه على اسم المصلح الاجتماعي حميد دلاوي. انتقد حفلات الزواج الباهظة ورتب لأولاده أن يتزوجوا ضمن مراسم بسيطة.

## النشاط
أصبح دابهولكار أخصائيًا اجتماعيًا في الثمانينيات بعد أن عمل طبيبًا لمدة 12 عامًا. انخرط في العديد من الحركات من أجل العدالة الاجتماعية.
في عام 1989 بدأ التركيز على القضاء على الخرافات وأسس ولاية ماهاراشترا أندهاشرادها نيرمولان ساميتي (لجنة القضاء على الخرافات في ولاية ماهاراشترا أو لجنة ماهاراشترا للقضاء على الإيمان الأعمى)، وشنّ حملة ضد الخرافات، وانتقد العرّابين في البلاد، وهم الزاهدون الهندوس الذين يزعمون أنهم يؤدون المعجزات ولديهم أتباع كثيرون. كان العضو المؤسس لمركز العمل الاجتماعي في منطقة ساتارا، وسعى إلى تمكين الأفراد المهمشين في المجتمع ليعيشوا حياة آمنة وكريمة ومزدهرة. كان مرتبطًا ارتباطًا وثيقًا بالعقلاني الهندي سانال إدماروكو. كان محررًا لمجلة سادانا الأسبوعية الشهيرة، والتي أسسها سان جوروجي. كما شغل في وقت سابق منصب نائب رئيس اتحاد الجمعيات العقلانية الهندية.
بين عامي 1990-2010، كان نشطًا في حركات للمساواة بين المنبوذين والنظام الطبقي في الهند والعنف المرتبط به. دعا إلى إعادة تسمية جامعة ماراثوادا على اسم باباساهب أمبيدكار، وهو مؤلف دستور الهند وحارب من أجل المساواة بين المنبوذين. كتب كتبًا عن الخرافات والقضاء عليها، وخطب في أكثر من 3000 اجتماع عام.

## الاغتيال
واجه دابهولكار عدة تهديدات واعتداءات منذ عام 1983 لكنه رفض حماية الشرطة.
قُتل دابهولكار في 20 أغسطس 2013، بينما كان في نزهة صباحية، بالقرب من المعبد في الساعة 7:20 صباحًا بتوقيت الهند. أطلق المهاجمون أربع رصاصات عليه من مسافة قريبة وهربوا على دراجة نارية كانت متوقفة في الجوار. أصابت رصاصتان دابهولكار في رأسه وصدره وتوفي على الفور.
كان قد تبرع دابهولكار بجسده في الأصل لكلية الطب، لكن تشريح الجثة ترك جثته غير صالحة للأغراض الأكاديمية. حُرقت جثته في ساتارا دون أي طقوس دينية. أشعلت ابنته موكتا محرقته، في تناقض مع التقاليد التي يشعل فيها الابن المحرقة. جُمع الرماد دون أي احتفال ديني ونُثر على مزرعته العضوية.
قال دابهولكار في رفضه لحماية الشرطة:
إذا اضطررت إلى الحصول على حماية الشرطة في بلدي من شعبي، فهناك خطأ ما، فأنا أقاتل في إطار الدستور الهندي وليس ضد أي شخص، وإنما من أجل الجميع.